# Bombylius breviabdominalis
Bombylius breviabdominalis är en tvåvingeart som beskrevs av Neal L. Evenhuis 1977. Bombylius breviabdominalis ingår i släktet Bombylius och familjen svävflugor. Inga underarter finns listade i Catalogue of Life.